# Песчанотаволжанский сельсовет
Песчанотаволжанский сельсовет — упразднённые административно-территориальная единица и сельское поселение в Шадринском районе Курганской области Российской Федерации.
Административный центр — село Песчанотаволжанское.
С 23 декабря 2021 года Законом Курганской области от 10.12.2021 № 140 муниципальный район был преобразован в муниципальный округ, в административном районе упразднён сельсовет.

## История
Статус и границы сельского поселения установлены Законом Курганской области от 4 ноября 2004 года № 749 «Об установлении границ муниципального образования Песчанотаволжанского сельсовета, входящего в состав муниципального образования Шадринского района».>

## Население
| 1989 | 2002 | 2004 | 2010 | 2012 | 2013 | 2014 |
| ---- | ---- | ---- | ---- | ---- | ---- | ---- |
| 635  | ↗698 | ↘695 | ↘443 | ↘433 | ↘423 | ↘421 |
| 2015 | 2016 | 2017 | 2018 | 2019 | 2020 |      |
| ↘409 | ↘405 | ↘386 | ↘377 | ↘344 | ↗370 |      |

## Состав сельского поселения
| № | Населённый пункт    | Тип населённого пункта       | Население |
| - | ------------------- | ---------------------------- | --------- |
| 1 | Песчанотаволжанское | село, административный центр | ↘244      |
| 2 | Фрунзе              | деревня                      | ↘199      |